# Calogero Peri
Calogero Peri (Salemi, 16 giugno 1953) è un vescovo cattolico italiano, dal 30 gennaio 2010 vescovo di Caltagirone.

## Biografia
Nasce a Salemi, in provincia di Trapani e diocesi di Mazara del Vallo, il 16 giugno 1953.

### Formazione e ministero sacerdotale
Il 1º ottobre 1969 entra nel noviziato dell'Ordine dei frati minori cappuccini di Calascibetta; il 6 ottobre 1970 emette la professione temporanea, mentre il 4 ottobre 1976 la professione solenne.
Il 9 dicembre 1978 è ordinato presbitero a Palermo.
Ottiene la laurea in filosofia presso la Pontificia Università Gregoriana e segue corsi specialistici a Parigi.
Ricopre i seguenti incarichi: assistente di filosofia nella Facoltà teologica di Palermo dal 1981 al 1985, docente invitato di filosofia nella Facoltà teologica di Palermo dal 1985 al 1991, docente incaricato di antropologia filosofica, metafisica, teologia filosofica, ecclesiologia e antropologia dal 1991 al 2002, consigliere provinciale dal 1989 al 1995, superiore del convento di Palermo dal 1989 al 1995, ministro provinciale dal 1995 al 2001, vicario e vice maestro nella casa del post-noviziato cappuccino di Palermo dal 2001 al 2004. Dal 2004 ricopre nuovamente l'incarico di ministro provinciale e dal 2009 è vice preside della Facoltà Teologica di Sicilia.
È autore di articoli e pubblicazioni di carattere spirituale, filosofico e teologico.

### Ministero episcopale
Il 30 gennaio 2010 papa Benedetto XVI lo nomina vescovo di Caltagirone; succede a Vincenzo Manzella, precedentemente nominato vescovo di Cefalù. Il 20 marzo seguente riceve l'ordinazione episcopale, nella cattedrale di Caltagirone, dall'arcivescovo di Palermo Paolo Romeo, co-consacranti i vescovi Mariano Crociata, Vincenzo Manzella, Mario Russotto e Domenico Mogavero. Durante la stessa celebrazione prende possesso della diocesi.
Presso la Conferenza episcopale siciliana è stato delegato per la cultura e per le comunicazioni sociali; dal 2020 è delegato per i beni culturali ecclesiastici e l'edilizia di culto.

## Genealogia episcopale
La genealogia episcopale è:
- Cardinale Scipione Rebiba
- Cardinale Giulio Antonio Santori
- Cardinale Girolamo Bernerio, O.P.
- Arcivescovo Galeazzo Sanvitale
- Cardinale Ludovico Ludovisi
- Cardinale Luigi Caetani
- Cardinale Ulderico Carpegna
- Cardinale Paluzzo Paluzzi Altieri degli Albertoni
- Papa Benedetto XIII
- Papa Benedetto XIV
- Papa Clemente XIII
- Cardinale Enrico Benedetto Stuart
- Papa Leone XII
- Cardinale Chiarissimo Falconieri Mellini
- Cardinale Camillo Di Pietro
- Cardinale Mieczysław Halka Ledóchowski
- Cardinale Jan Maurycy Paweł Puzyna de Kosielsko
- Arcivescovo Józef Bilczewski
- Arcivescovo Bolesław Twardowski
- Arcivescovo Eugeniusz Baziak
- Papa Giovanni Paolo II
- Cardinale Paolo Romeo
- Vescovo Calogero Peri, O.F.M.Cap.